# Mendigo

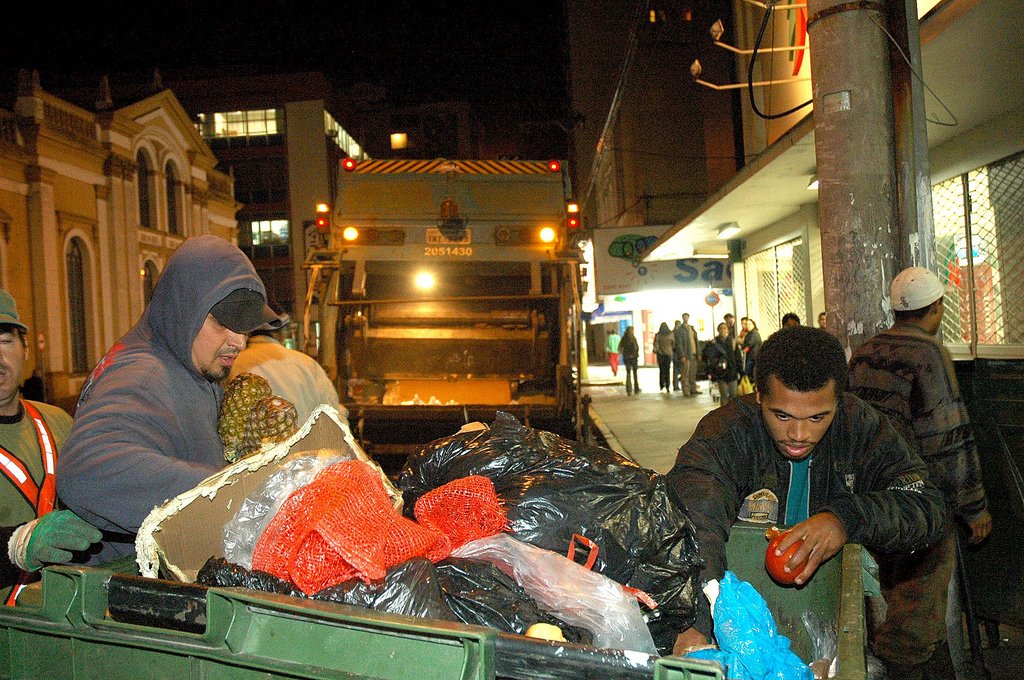
Mendigos procurando comida no lixo

Mendigo, mendicante, pedinte, indigente, esmoleiro, esmoler,  é o indivíduo que vive em extrema carência material, não conseguindo obter as condições mínimas de salubridade e conforto com meios próprios. Tal situação de indigência material força o indivíduo a viver na rua, deslocando-se  de um local para o outro. 
O estado de indigência ou mendicância é um dos mais graves dentre as diversas gradações da pobreza material. Muitas das situações de indigência estão associadas a problemas relacionados com toxicodependência, alcoolismo, ou patologias do foro psiquiátrico. Os mendigos obtêm normalmente os seus rendimentos através de subsídios de sobrevivência estatais ou através da prática da mendicância à porta de igrejas, em semáforos ou em locais bastante movimentados como os centros das grandes metrópoles.
A grande carência material na qual essas pessoas vivem pode levá-las à morte em algumas situações, como em ondas de frio.

## Etimologia
"Mendigo" provém do latim mendicu. "Mendigo" provém do latim mendicante. "Pedinte" provém do latim petiente, através de petinte.

## Países lusófonos

### Brasil

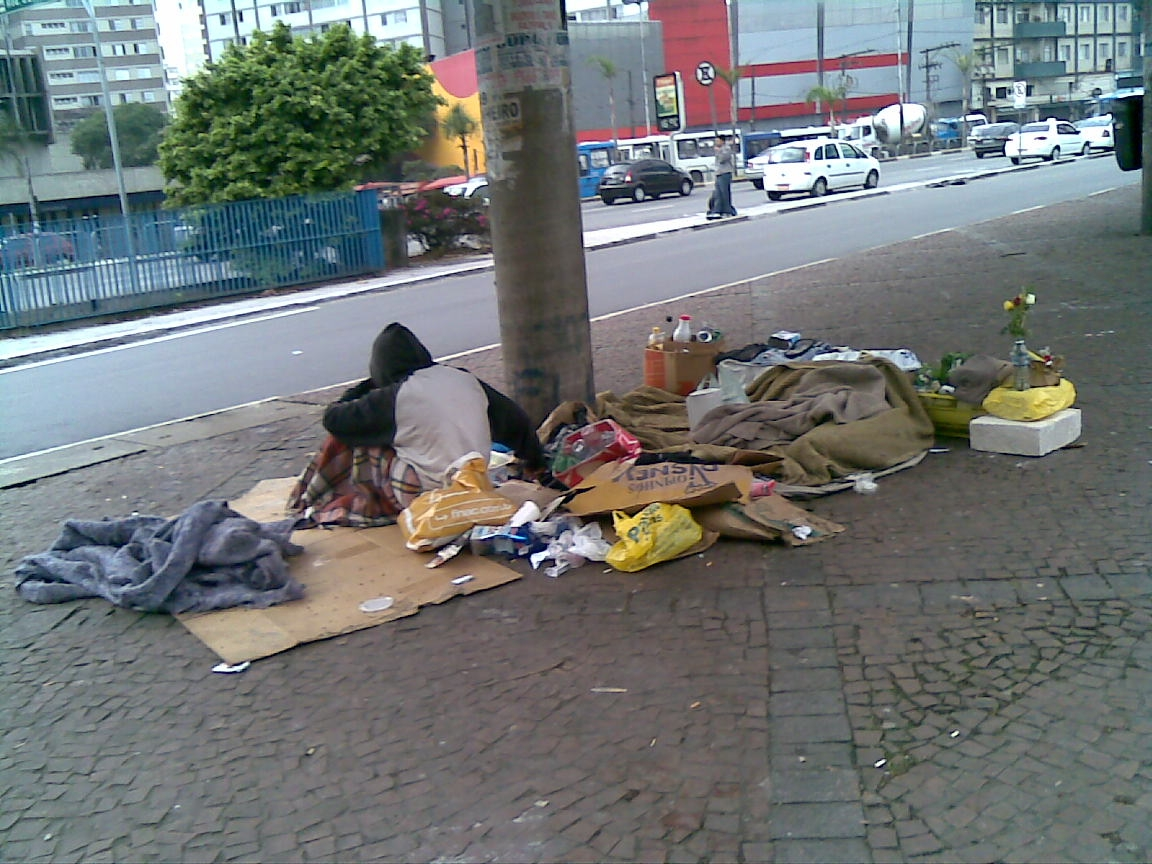
Morador de rua

No Brasil, numa tentativa de abordar de forma mais politicamente correta a questão dos que vivem em carência material absoluta, criaram-se as expressões "pessoas em situação de rua" e "sem-teto" para denominar este grupo social. Segundo a Fundação Instituto de Pesquisas Econômicas (Fipe), em 2003 havia cerca de 10 700 moradores de rua na cidade de São Paulo Até 2009, a mendicância era considerada uma contravenção penal no Brasil: nesse ano, este artigo da Lei de Contravenções Penais foi revogado pela Lei 11 983, de 2009.
No Brasil, existem muitos casos de "falsos mendigos", uma vez que parte da população possui moradia, porém apenas dorme na rua, devido à impossibilidade de pagar por transporte público diário para retornar ao seu lar devido a seus parcos rendimentos. Também existem diversos casos de "mendigos profissionais", pessoas que escolheram a mendicância como forma de vida, por acharem mais fácil e lucrativo mendigar do que exercer um emprego normal.

### Portugal

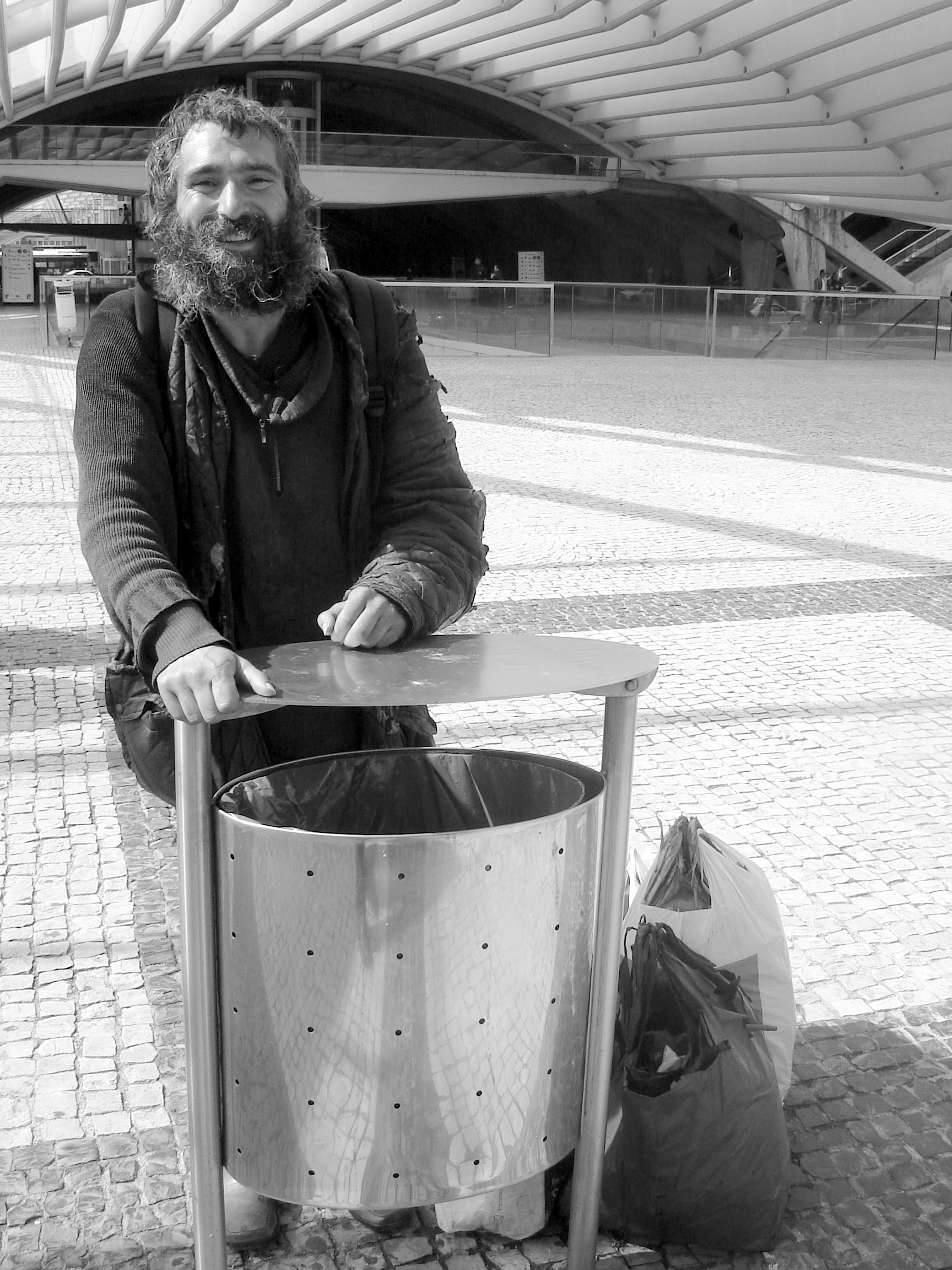
Indigente junto à Gare do Oriente, em Lisboa

Em Portugal, foi criada a expressão "sem-abrigo" para designar os membros pertencentes ao grupo social que integra as pessoas que vivem em carência material absoluta. Em Portugal, existe uma série de instituições e meios que visam a sanar ou diminuir a indigência ou a mendicância, tais como o Banco Alimentar contra a Fome, a Mitra de Lisboa, diversas instituições de solidariedade social, ou o próprio Estado social, através do Rendimento Social de Inserção da Segurança Social.
Segundo um levantamento feito em dezembro de 2013 em Portugal, existem cerca de 2 200 sem-abrigo, cuja grande maioria são homens com baixas qualificações académicas. Destes, cerca de 90% está concentrada em Lisboa e no Porto. Metade dos sem-abrigo em Portugal têm problemas relacionados com toxicodependência ou álcool e 1/4 tem problemas de saúde.